# Saně na Zimních olympijských hrách 1992
Jízda na saních na Zimních olympijských hrách 1992 v Albertville.

## Medailové pořadí zemí
| Pořadí | Země           | Zlato | Stříbro | Bronz | Celkově |
| ------ | -------------- | ----- | ------- | ----- | ------- |
| 1.     | Německo (GER)  | 2     | 1       | 1     | 4       |
| 2.     | Rakousko (AUT) | 1     | 2       | 1     | 4       |
| 3.     | Itálie (ITA)   | 0     | 0       | 1     | 1       |
|        | Celkem         | 3     | 3       | 3     | 9       |

## Medailisté

### Muži
| Disciplína  | Zlato                                         | Výkon    | Stříbro                                      | Výkon    | Bronz                                         | Výkon    |
| ----------- | --------------------------------------------- | -------- | -------------------------------------------- | -------- | --------------------------------------------- | -------- |
| jednotlivci | Georg Hackl · Německo (GER)                   | 3:02,363 | Markus Prock · Rakousko (AUT)                | 3:02,669 | Markus Schmidt · Rakousko (AUT)               | 3:02,942 |
| dvojice     | Stefan Krausse a Jan Behrendt · Německo (GER) | 1:32,053 | Yves Mankel a Thomas Rudolph · Německo (GER) | 1:32,239 | Hansjörg Raffl a Norbert Huber · Itálie (ITA) | 1:32,298 |

### Ženy
| Disciplína    | Zlato                            | Výkon    | Stříbro                             | Výkon    | Bronz                           | Výkon    |
| ------------- | -------------------------------- | -------- | ----------------------------------- | -------- | ------------------------------- | -------- |
| jednotlivkyně | Doris Neunerová · Rakousko (AUT) | 3:06,696 | Angelika Neunerová · Rakousko (AUT) | 3:06,769 | Susi Erdmannová · Německo (GER) | 3:07,115 |